# Вифлеєм

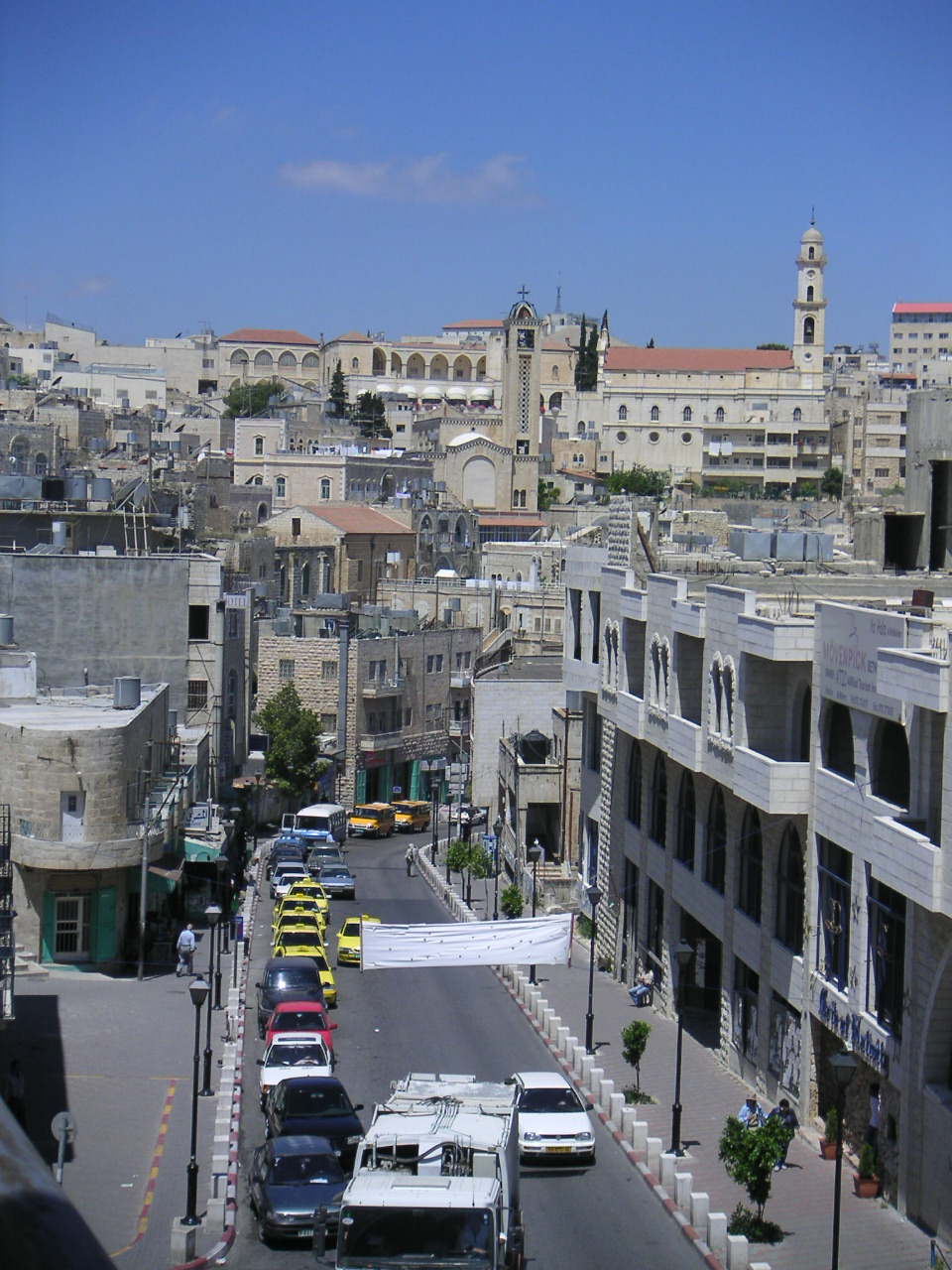
Вид на Вифлеєм сьогодні

Вифлеє́м або Витлеє́м (івр. בית לחם Бет-лехем «будинок хліба»; араб. بيت لحم Бейт-лахм «будинок м'яса»; грец. Βηθλεέμ) — місто в Палестині, історично належить до коліна Юдиного.
Розташоване на Західному березі річки Йордан, 8 км на південь від Єрусалиму, на висоті 765 м над рівнем моря. Агломерація Вифлеєм також включає міста Бейт-Яла та Бейт-Сахур. Населення становить близько 30 000 осіб, переважно палестинці християнського та мусульманського віросповідання. Християни становлять 1/3 населення, проте багато їх емігрувало у 2000—2003 роках через нестабільну ситуацію до Європи та Америки. У 1967—1995 роках місто перебувало у складі Ізраїлю, а від 1996 року, на підставі мирних переговорів, є частиною частково визнаної Палестинської автономії.
Вифлеєм є релігійним центром християн та місцем паломництва, позаяк вважається Біблією місцем народження царя Давида та Ісуса Христа. У Вифлеємі розташований Храм Різдва Христового, що збудований над гротом (чи печерою) — місці народження Ісуса Христа. Храм було збудовано 326 року римським імператором Костянтином Великим, у 529 році, після повстання самаритян, відбудований Юстиніаном І, а у ХІІ столітті відновлений хрестоносцями.
У місті є також храм св. Катерини та створений 1973 року університет. Господарство складається з ремісництва, торгівлі та дрібного промислу, у тому числі виготовлення сувенірів, гуралень, вирощування фіг та оливок. Велике значення для міста має туризм.
Від 2006 року місто повністю оточене восьмиметровим бетонним муром.

## Різдво Ісуса Христа у Вифлеємі

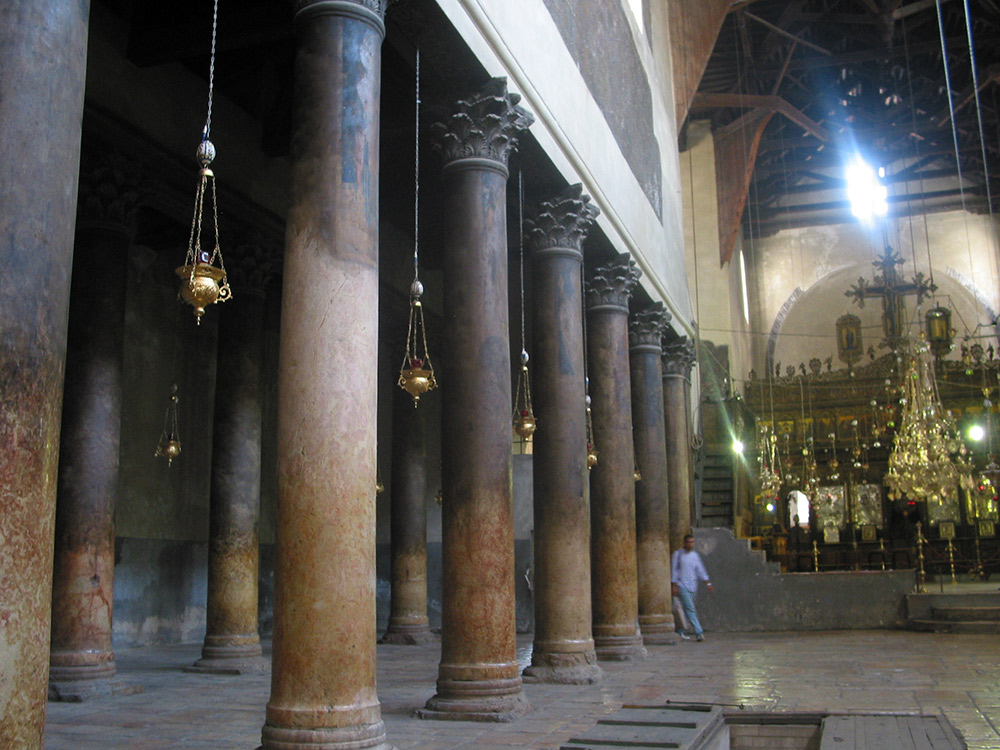
Церква Різдва, м. Вифлеєм

- На місце народження Христа у Вифлеємі вказував ще задовго до самої події пророк Міхей (Мих. 5:1-2)[7].
- Йосип з Марією пішли з Галилейського міста Назарет до Юдеї, у Давидове місто Вифлеєм. Місто було переповнене юрмами людей, і, оскільки для подружжя не знайшлося місця у заїжджому дворі, їм довелося поселитися у стайні. Марія народила дитину і поклала Сина у ясла. Навколо Вифлеєма пастухи охороняли отари овець. Несподівано перед ними з'явився Божий ангел та промовив до них: 

 "Не лякайтесь, бо я ось благовіщу вам радість велику, що станеться людям усім. Бо сьогодні в Давидовім місті народився для вас Спаситель, Який є Христос Господь. А ось вам ознака: Дитину сповиту ви знайдете, що в яслах лежатиме. І ось раптом з'явилася з Анголом сила велика небесного війська, що Бога хвалили й казали: Слава Богу на висоті, і на землі мир, у людях добра воля. (Лука 2:10 — 14)

Величезна любов Бога до людства проявилася через народження Його сина. Довгоочікувана вістка про Спасителя справдилася. Так бо Бог полюбив світ, що дав Сина Свого Однородженого, щоб кожен, хто вірує в Нього, не згинув, але мав життя вічне. Бо Бог не послав Свого Сина на світ, щоб Він світ засудив, але щоб через Нього світ спасся. (Іван 3:16 — 17)

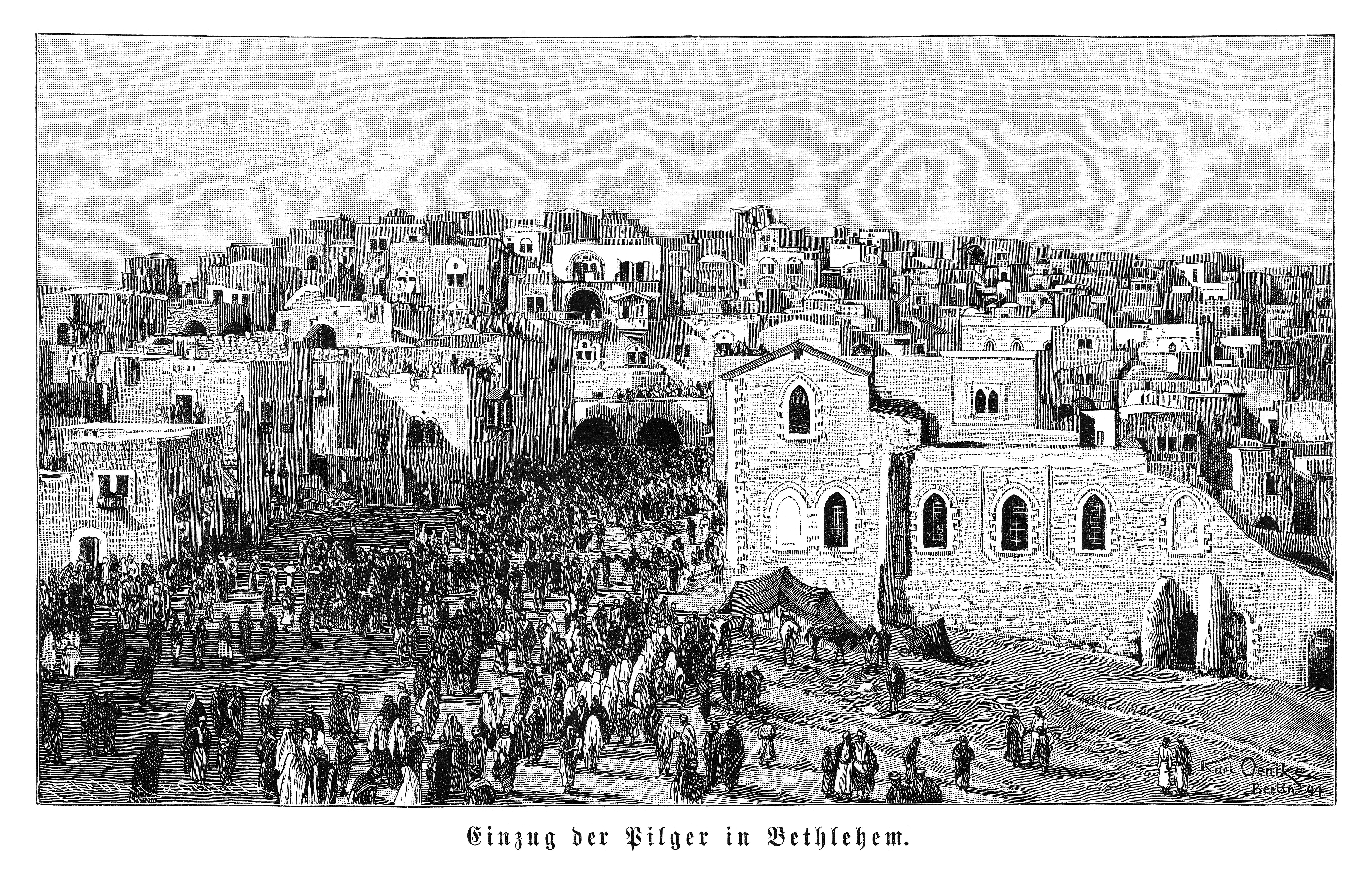
місто Вифлеєм у 1894 році

## Вифлеєм у Біблії
Вифлеєм у Біблії часто згадується як Вифлеєм-Ефрата (рос. Виѳлеемъ Ефраѳа) для відмінності від Вифлеєма Галілейського розташованого бл. 11 км на північний захід від Назарету.

### Старий Завіт
Перша згадка про Вифлеєм у Біблії знаходиться у Книзі Буття (Бут. 35:19), при згадці місця поховання Рахилі — одної з двох дружин патріарха Якова, її гробниця досі тут вшановується. Після завоювання Ханаану ізраїльськими племенами Вифлеєм стає частиною Юдеї. Події Книги Рут також значною мірою відбуваються у Вифлеємі (Рут. 1:1). Вифлеєм згадується у Святому Письмі як «будинок Давида» або Ефрата (Ефрата, івр. אפרת \ ה — плодоносний). Тут народився цар Давид (1 Сам. 16:1), і тут він був помазаний на царство пророком Самуїлом. Згідно з пророцтвом Михея — у Вифлеємі мав народитися Месія, цар Ізраїля — нащадок Давида (Мих. 5:1). У цьому вірші і згадується Вифлеєм-Ефрата.

### Новий Завіт
Вифлеєм найбільш відомий тим, що в цьому місті, згідно з Євангеліями, відбулося Різдво Ісуса Христа (Мт. 2:1, Лк. 2:4-11). Мудреці побачили зірку над містом і прийшли поклонитися майбутньому Царю, принісши дари: золото як Царю, ладан як Богу і смирну як Людині. Однак після того, як цар Ірод наказав убити всіх немовлят чоловічої статі, Святе сімейство покинуло Вифлеєм та перейшло у Єгипет.